# 191910 Elizawilliams
191910 Elizawilliams è un asteroide della fascia principale. Scoperto nel 2005, presenta un'orbita caratterizzata da un semiasse maggiore pari a 3,1611434 au e da un'eccentricità di 0,2075178, inclinata di 4,68624° rispetto all'eclittica.